# Nejvyšší císařský hofmistr
Nejvyšší (císařský a královský) hofmistr (německy /Kaiserlicher und königicher/ Obersthofmeister) byl vysoký státní úřad u dvora římsko-německých císařů (do roku 1806) a poté v letech 1804-1918 rakouských císařů ve Vídni. Jak je patrné z výroční Dvorní a státní příručky, první hlavní správce panovníka se zařadil hned za arcidům (habsbursko-lotrinskou dynastii a před všechny ostatní aristokraty. 
Sídlo nejvyššího hofmistra panovníka bylo ve vídeňském Hofburgu.

## Funkce
Nejvyšší hofmistr měl na starosti správu císařského dvora a rozpočet panovníkovy domácnosti. Po rozdělení Rakouského císařství na duální monarchii Rakousko-Uhersko v roce 1867, byl nyní c. a k. vrchní hofmistr odpovědný za obě části říše.
Císařovna a královna Alžběta měla vlastní dvůr s hofmistrem a hofmistryní, dvorními dámami a komorou. Zaměstnanci s tímto titulem byli k dispozici také korunnímu princi a dalším starším arcivévodům.
Podobný dvorní úřad se objevoval i na jiných královských dvorech, či u menších panovníků. Úřad nejvyššího hofmistra od 15. století postupně nabýval na významu státního úřadu a hofmistři u německých královských dvorů získali téměř vážnost ministra sněmovny a kabinetu.
K povinnostem vrchního hofmitra Jeho Veličenstva ve Vídni patřila rovněž správa dvorem užívaných nemovitostí, zámků a paláců, včetně stavebních prací, dozor nad c. k. dvorními divadly (divadla Hofburg a Dvorní opery ve Vídni), plánování dvorských ceremoniálů pro formální vystoupení panovníka, jako např. pořadí řečníků a zasedací pořádek, pořadí přednosti kočárů atp., nebo tvorba pozvánek k audienci u panovníka a podobně.

## Osobnosti
Kníže Alfred z Montenuovo, do roku 1908 druhý po knížeti Rudolfovi z Lichtenštejna, od roku 1909 první vrchní správce císaře a vzdáleně příbuzný císařské rodině, měl prý silný vliv na starého Františka Josefa I.
Posledním ve funkci nejvyššího hofmistra císaře Karla I. byl hrabě Leopold Berchtold z Uherčic v době první světové války, kdy již úřad ztrácel na významu ve prospěch armády a politiky. To vyvrcholilo, když se poslední císař Karel I. dne 11. listopadu 1918 zřekl jakéhokoli podílu na státních záležitostech. Jeho infrastrukturní administrativní úkoly na území dnešního Rakouska (ještě bez Burgenlandu) tak převzala vláda Karla Rennera nového spolkového státu Německé Rakousko.

## Seznam nejvyšších c. a k. hofmistrů ve Vídni
- 1619–1625 Jan Oldřich z Eggenberka
- 1625–1626 Gundakar z Lichtenštejna
- 1626–1637 Leonard Helfried z Meggau
- 1637–1650 Maxmilián z Trauttmansdorffu
- 1650–1655 Maxmilián z Ditrichštejna
- 1655–1657 Jan Weikhard z Auerspergu
- 1657–1665 Jan Ferdinand z Porcie
- 1665–1674 Václav Eusebius z Lobkovic
- 1675–1682 Jan Maxmilián z Lambergu
- 1683 (duben až říjen) Albrecht z Zinzendorfu
- 1683–1698 Ferdinand Josef z Ditrichštejna
- 1699–1705 Ferdinand Bonaventura z Harrachu
- 1705–1709 Karel Teodor Otto ze Salmu
- 1709–1711 Jan Leopold z Trautsonu
- 1711–1721 Antonín Florián z Lichtenštejna
- 1721–1724 Jan Leopold z Trautsonu
- 1724–1747 Zikmund Rudolf ze Sinzendorfu
- 1747–1751 Josef Lothar z Königsegg-Rothenfelsu
- 1753–1769 Antonín Corfitz z Ulfeldu
- 1769–1776 Jan Josef z Khevenhüller-Metsche
- 1776–1782 Josef I. Adam ze Schwarzenbergu
- 1783–1807 Jan Jiří Adam ze Starhembergu
- 1807–1827 Ferdinand z Trauttmansdorffu
- 1827–1835 neobsazeno
- 1835–1843 Rudolf Josef z Colloredo-Mannsfeldu
- 1844–1848 neobsazeno
- 1848–1849 Karl Ludwig von Grünne
- 1849–1865 Karel František z Lichtenštejna
- 1866–1896 Konstantin z Hohenlohe-Schillingsfürstu
- 1896–1908 Rudolf z Lichtenštejna
- 1909–1917 Alfred Montenuovo
- 1917–1918 Konrád z Hohenlohe-Schillingsfürstu
- 1918 Leopold Berchtold z Uherčic